# Urxvt
 (juillet 2018).
Si vous disposez d'ouvrages ou d'articles de référence ou si vous connaissez des sites web de qualité traitant du thème abordé ici, merci de compléter l'article en donnant les références utiles à sa vérifiabilité et en les liant à la section « Notes et références ».
urxvt, abréviation de rxvt-unicode, est un émulateur de terminal pour l'environnement graphique X Window System. Ce terminal virtuel est un clone de rxvt, écrit par Marc Lehmann; dont l'objectif premier est le support d'Unicode. Ce dernier est un logiciel libre distribué selon les termes de la licence GNU GPL.
rxvt-unicode se veut très léger et facilement configurable, et permet de démarrer en démon. En controverse, ce logiciel possède de nombreuses fonctionnalités intéressantes, voire inédites, comme l'affichage de différentes polices en même temps, la transparence, ou encore les extensions perl; cependant, l'auteur souligne bien que celles-ci sont facultatives. Cet émulateur de terminal se configure à l'aide des ressources X11.